# Chris Johnson (koszykarz ur. 1985)
Chris Johnson (ur. 17 lipca 1985 w Waszyngtonie) – amerykański koszykarz, występujący na pozycjach skrzydłowego oraz środkowego, aktualnie zawodnik SeaHorses Mikawa.
W grudniu 2009 dołączył do PBG Basketu Poznań, zanim jednak rozegrał w ich barwach jakiekolwiek spotkanie odszedł do Turowa Zgorzelec – 7 stycznia 2010.
17 października 2015 został zwolniony przez Cleveland Cavaliers po rozegraniu czterech spotkań przedsezonowych.
12 września 2019 podpisał kolejną umowę z Shabab Al Ahli Dubaj.

## Osiągnięcia
Stan na 20 stycznia 2020, na podstawie, o ile nie zaznaczono inaczej.
NCAA
- Uczestnik rozgrywek:
  - NCAA Final Four (2006)
  - turnieju NCAA (2006, 2009)
- Mistrz sezonu regularnego konferencji Southeastern (SEC – 2006, 2009)
- Zaliczony do I składu defensywnego SEC (2009)

Drużynowe
- Mistrz:
  - Mistrz Dominikany (2011)
  - Zjednoczonych Emiratów Arabskich (2019)[3]
- Finalista:
  - pucharu Polski (2010)
  - superpucharu Libanu (2018)[3]

Indywidualne
- Obrońca Roku D-League (2011)
- Zaliczony do:
  - I składu:
    - D-League (2011)
    - defensywnego D-League (2011)

  - składu Honorable Mention turnieju NBA D-League Showcase (2013)
- Uczestnik meczu gwiazd D-League (2011)
- Zwycięzca konkursu wsadów chińskiej ligi CBA (2014)
- Uczestnik konkursu wsadów D-League (2011)